# Saison 2020-2021 du Wild du Minnesota
Autres saisons
Saison précédente Saison suivante
La saison 2020-2021 du Wild du Minnesota est la 21e saison de hockey sur glace jouée par la franchise dans la Ligue nationale de hockey. Cette saison est particulière, à cause de la pandémie de la Covid-19, débute en janvier et se dispute sur un calendrier condensé de 56 matchs.

## Avant-saison

### Contexte
Étant parvenus à se qualifier pour le tour de qualification la saison passée, le directeur général, William Guerin, décide qu’il veut accélérer la reconstruction de son équipe. Il effectue de nombreux transferts en vue de cette nouvelle saison, se séparant de trois de ses vétérans : Devan Dubnyk, Mikko Koivu et Eric Staal. Il fait ainsi de la place pour les jeunes Kirill Kaprizov, Kaapo Kahkonen et Marco Rossi.

### Mouvements d’effectifs

#### Transactions
| Date              | Acquisition du Wild                                                                       | Partenaire d'échange   | Acquisition du partenaire                                      |
| ----------------- | ----------------------------------------------------------------------------------------- | ---------------------- | -------------------------------------------------------------- |
| 11 septembre 2020 | Nicholas Bjugstad                                                                         | Penguins de Pittsburgh | un choix conditionnel de septième tour au Repêchage de 2021    |
| 16 septembre 2020 | Marcus Johansson                                                                          | Sabres de Buffalo      | Eric Staal                                                     |
| 5 octobre 2020    | un choix de troisième tour au Repêchage de 2021                                           | Sharks de San José     | Ryan Donato                                                    |
| 5 octobre 2020    | un choix de cinquième tour au Repêchage de 2022                                           | Sharks de San José     | Devan Dubnyk et un choix de septième tour au Repêchage de 2022 |
| 7 octobre 2020    | Nick Bonino, un choix de deuxième tour et un choix de troisième tour au Repêchage de 2020 | Predators de Nashville | Luke Kunin et un choix de quatrième tour au Repêchage de 2020  |
| 19 janvier 2021   | Ian Cole                                                                                  | Avalanche du Colorado  | Greg Pateryn                                                   |

#### Signatures d'agent libre
| Joueur            | Date             | Ancienne franchise           | Durée du contrat |
| ----------------- | ---------------- | ---------------------------- | ---------------- |
| Cameron Talbot    | 9 octobre 2020   | Flames de Calgary            | 3 ans            |
| Joseph Cramarossa | 9 octobre 2020   | Blackhawks de Chicago        | 1 an             |
| Dakota Mermis     | 9 octobre 2020   | Devils du New Jersey         | 1 an             |
| Ian McCoshen      | 19 octobre 2020  | Blackhawks de Chicago        | 1 an             |
| Marco Rossi       | 23 octobre 2020  | 67 d'Ottawa                  | 3 ans            |
| Andrew Hammond    | 16 décembre 2020 | Sabres de Buffalo            | 1 an             |
| Matthew Boldy     | 31 mars 2021     | Eagles de Boston College     | 3 ans            |
| Nick Swaney       | 11 avril 2021    | Bulldogs de Minnesota-Duluth | 1 an             |
| Daemon Hunt       | 6 mai 2021       | Warriors de Moose Jaw        | 3 ans            |
| Ryan O'Rourke     | 6 mai 2021       | Wild de l'Iowa               | 3 ans            |

#### Départs d'agent libre
| Joueur               | Date            | Franchise suivante       |
| -------------------- | --------------- | ------------------------ |
| Hunter Warner        | 6 octobre 2020  | Wild de l'Iowa           |
| Mikko Koivu          | 10 octobre 2020 | Blue Jackets de Columbus |
| Sam Anas             | 10 octobre 2020 | Blues de Saint-Louis     |
| Alexander Galchenyuk | 28 octobre 2020 | Sénateurs d'Ottawa       |

#### Prolongations de contrat
| Joueur            | Date            | Durée du contrat |
| ----------------- | --------------- | ---------------- |
| Nico Sturm        | 5 octobre 2020  | 2 ans            |
| Carson Soucy      | 5 octobre 2020  | 3 ans            |
| Matt Bartkowski   | 8 octobre 2020  | 1 an             |
| Kyle Rau          | 8 octobre 2020  | 1 an             |
| Jordan Greenway   | 10 octobre 2020 | 2 ans            |
| Kaapo Kähkönen    | 12 octobre 2020 | 2 ans            |
| Louie Belpedio    | 23 octobre 2020 | 1 an             |
| Marcus Foligno    | 12 janvier 2021 | 3 ans            |
| Ryan Hartman      | 23 avril 2021   | 3 ans            |
| Joel Eriksson Ek  | 2 juillet 2021  | 8 ans            |
| Nicholas Bjugstad | 5 juillet 2021  | 1 an             |
| Joseph Cramarossa | 17 juillet 2021 | 2 ans            |

#### Résiliations de contrat
| Joueur         | Date            |
| -------------- | --------------- |
| Zachary Parisé | 13 juillet 2021 |
| Ryan Suter     | 13 juillet 2021 |

#### Départ au ballotage
| Joueur       | Date          | Franchise suivante |
| ------------ | ------------- | ------------------ |
| Alex Stalock | 1er mars 2021 | Oilers d'Edmonton  |

#### Retrait de la compétition
| Joueur              | Date         |
| ------------------- | ------------ |
| Joshua Thomas Brown | 21 juin 2021 |

### Joueurs repêchés
Le Wild possède le 9e choix lors du repêchage de 2020 se déroulant virtuellement. Ils sélectionnent au premier tour Marco Rossi, centre des 67 d'Ottawa de la  Ligue de hockey de l'Ontario. La liste des joueurs repêchés en 2020 par les est la suivante :
| Tour | Choix | Nom                  | Poste     | Nationalité        | Équipe précédente                      |
| ---- | ----- | -------------------- | --------- | ------------------ | -------------------------------------- |
| 1    | 9     | Marco Rossi          | Centre    | Autriche           | 67 d'Ottawa (LHO)                      |
| 2    | 37    | Marat Khousnoutdinov | Centre    | Russie             | SKA-1946 (MHL)                         |
| 2    | 39    | Ryan O’Rourke        | Défenseur | Canada             | Greyhounds de Sault-Sainte-Marie (LHO) |
| 3    | 65    | Daemon Hunt          | Défenseur | Canada             | Warriors de Moose Jaw (LHOu)           |
| 5    | 146   | Pavel Novak          | Centre    | République tchèque | Rockets de Kelowna (LHOu)              |

Le Wild a également cédé cinq de ses choix d'origine :
- le 70e, un choix de troisième tour aux Red Wings de Détroit le 7 octobre 2020 en compagnie d'un choix de cinquième tour en 2020 (132e au total), en retour d’un choix de troisième tour en 2020 (65e au total)[36].
- le 101e, un choix de quatrième tour aux Predators de Nashville le 7 octobre 2020 en compagnie de Luke Kunin, en retour de Nick Bonino, d’un choix de deuxième tour en 2020 et d’un choix de troisième tour (37e et 70e au total)[35].
- le 132e, un choix de cinquième tour acquis par les Red Wings de Détroit lors d'un échange le 7 octobre 2020 en compagnie d'un choix de troisième tour en 2020 (70e au total), en retour d’un choix de troisième tour en 2020 (65e au total)[36].
- le 163e, un choix de sixième tour acquis par les Blues de Saint-Louislors d'un échange le 7 octobre 2020 en compagnie d'un choix de septième tour en 2020 (194e au total), en retour d’un choix de cinquième tour en 2020 (146e au total)[37].
- le 194e, un choix de septième tour acquis par les Blues de Saint-Louislors d'un échange le 7 octobre 2020 en compagnie d'un choix de sixième tour en 2020 (163e au total), en retour d’un choix de cinquième tour en 2020 (146e au total)[37].

## Composition de l'équipe
L'équipe 2020-2021 du Wild est entraînée au départ par Dean Evason, assisté de Frédéric Chabot, Darby Hendrickson, Brett McLean , Jonas Plumb et Bob Woods ; le directeur général de la franchise est William Guerin.
Les joueurs utilisés depuis le début de la saison sont inscrits dans le tableau ci-dessous. Les buts des séances de tir de fusillade ne sont pas comptés dans ces statistiques. Certains des joueurs ont également joué des matchs avec l'équipe associée au Wild : les Wild de l'Iowa, franchise de la Ligue américaine de hockey.
En raison de la pandémie, la ligue met en place un encadrement élargis appelé Taxi-squad. Il s'agit de joueurs se tenant à disposition avec l'équipe prêt à remplacer un joueur qui serait tester positif à la COVID-19. Huit parmi eux n'ont disputé aucune rencontre avec le Wild, il s'agit de Déreck Baribeau, de William Bitten, de Matthew Boldy, de Connor Dewar, de Brandon Duhaime, d’Andrew Hammond, de Hunter Jones et d’Alex Stalock.
| No | Nationalité | Joueur         | PJ | V  | D | DP | Min   | BC | BL | Moy  | %Arr | A | Pun | Commentaire |
| -- | ----------- | -------------- | -- | -- | - | -- | ----- | -- | -- | ---- | ---- | - | --- | ----------- |
| 33 | Canada      | Cameron Talbot | 33 | 19 | 8 | 5  | 1 961 | 86 | 2  | 2,63 | 91,5 | 0 | 0   |             |
| 34 | Finlande    | Kaapo Kähkönen | 24 | 16 | 8 | 0  | 1 414 | 68 | 2  | 2,88 | 90,2 | 2 | 0   |             |

| No | Nationalité | Joueur          | PJ | B | A  | Pts | Pun | Commentaire                                       |
| -- | ----------- | --------------- | -- | - | -- | --- | --- | ------------------------------------------------- |
| 20 | États-Unis  | Ryan Suter      | 56 | 3 | 16 | 19  | 12  | assistant capitaine                               |
| 21 | Canada      | Carson Soucy    | 50 | 1 | 16 | 17  | 51  |                                                   |
| 24 | Canada      | Mathew Dumba    | 51 | 6 | 15 | 21  | 46  |                                                   |
| 25 | Suède       | Jonas Brodin    | 53 | 9 | 14 | 23  | 18  |                                                   |
| 28 | États-Unis  | Ian Cole        | 52 | 1 | 7  | 8   | 32  | A commencé la saison avec l'Avalanche du Colorado |
| 29 | États-Unis  | Greg Pateryn    | 3  | 0 | 2  | 2   | 0   | A fini la saison avec l'Avalanche du Colorado     |
| 44 | États-Unis  | Matt Bartkowski | 1  | 0 | 0  | 0   | 0   |                                                   |
| 46 | Canada      | Jared Spurgeon  | 54 | 7 | 18 | 25  | 6   | capitaine de l'équipe                             |
| 47 | États-Unis  | Louis Belpedio  | 1  | 0 | 0  | 0   | 0   |                                                   |
| 57 | États-Unis  | Dakota Mermis   | 3  | 0 | 0  | 0   | 0   |                                                   |
| 59 | Canada      | Calen Addison   | 3  | 0 | 0  | 0   | 0   |                                                   |
| 77 | Canada      | Brad Hunt       | 12 | 1 | 0  | 1   | 4   |                                                   |

| No | Nationalité | Joueur            | Poste | PJ | B  | A  | Pts | Pun | Commentaire         |
| -- | ----------- | ----------------- | ----- | -- | -- | -- | --- | --- | ------------------- |
| 7  | Allemagne   | Nico Sturm        | C     | 50 | 11 | 6  | 17  | 0   |                     |
| 11 | États-Unis  | Zach Parisé       | AG    | 45 | 7  | 11 | 18  | 0   | assistant capitaine |
| 13 | États-Unis  | Nick Bonino       | C     | 55 | 10 | 16 | 26  | 0   |                     |
| 14 | Suède       | Joel Eriksson Ek  | C     | 56 | 19 | 11 | 30  | 2   | assistant capitaine |
| 17 | États-Unis  | Marcus Foligno    | AG    | 39 | 11 | 15 | 26  | 0   |                     |
| 18 | États-Unis  | Jordan Greenway   | AG    | 56 | 6  | 26 | 32  | 2   |                     |
| 22 | Suisse      | Kevin Fiala       | AG    | 50 | 20 | 20 | 40  | 2   |                     |
| 26 | États-Unis  | Gerald Mayhew     | C     | 4  | 0  | 1  | 1   | --  |                     |
| 27 | États-Unis  | Nick Bjugstad     | C     | 44 | 6  | 11 | 17  | 2   |                     |
| 36 | Norvège     | Mats Zuccarello   | AD    | 42 | 11 | 24 | 35  | 2   |                     |
| 37 | États-Unis  | Kyle Rau          | C     | 14 | 0  | 2  | 2   | 0   |                     |
| 38 | États-Unis  | Ryan Hartman      | AD    | 51 | 7  | 15 | 22  | 2   |                     |
| 41 | États-Unis  | Luke Johnson      | C     | 14 | 1  | 0  | 1   | --  |                     |
| 49 | Suède       | Victor Rask       | C     | 54 | 10 | 13 | 23  | 0   |                     |
| 56 | Canada      | Joseph Cramarossa | C     | 4  | 0  | 1  | 1   | --  |                     |
| 90 | Suède       | Marcus Johansson  | AG    | 36 | 6  | 8  | 14  | 0   |                     |
| 97 | Russie      | Kirill Kaprizov   | AG    | 55 | 27 | 24 | 51  | 4   |                     |

## Saison régulière

### Match après match
Cette section présente les résultats de la saison régulière qui s'est déroulée du 13 janvier au 12 mai. Le calendrier de cette dernière est annoncé par la ligue le 23 décembre 2020.
Nota : les résultats sont indiqués dans la boîte déroulante ci-dessous afin de ne pas surcharger l'affichage de la page. La colonne « Fiche » indique à chaque match le parcours de l'équipe au niveau des victoires, défaites et défaites en prolongation ou lors de la séance de tir de fusillade (dans l'ordre). La colonne « Pts » indique les points récoltés par l'équipe au cours de la saison. Une victoire rapporte deux points et une défaite en prolongation, un seul.
| No | Date       | Adversaire     | Lieu        | Score    | Buteur(s) des Hurricanes | Fiche   | Pts | Gardien de but | Patinoire          | Résumé     |
| -- | ---------- | -------------- | ----------- | -------- | --- | ------- | --- | -------------- | ------------------ | ---------- |
| 1  | 14 janvier | Kings          | Los Angeles | 4-3 (P)  | Brodin (Kaprizov - Pateryn) Rask (Kaprizov - Dumba) Foligno (Suter) Kaprizov | 1-0-0   | 2   | Talbot         | Staples Center     | [ fdm 1 ]  |
| 2  | 16 janvier | Kings          | Los Angeles | 4-3 (P)  | Dumba (Greenway - Suter) Eririksson Ek (Greenway - Pateryn) Dumba (Suter) Johansson (Kaprizov - Brodin)                                                                              | 2-0-0   | 4   | Talbot         | Staples Center     | [ fdm 2 ]  |
| 3  | 18 janvier | Ducks          | Anaheim     | 0-1      | | 2-1-0   | 4   | Talbot         | Honda Center       | [ fdm 3 ]  |
| 4  | 20 janvier | Ducks          | Anaheim     | 3-2      | Hartman Bonino (Eriksson Ek) Eriksson Ek (Greenway - Kaprizov) | 3-1-0   | 6   | Kahkonen       | Honda Center       | [ fdm 4 ]  |
| 5  | 22 janvier | Sharks         | Saint Paul  | 1-4      | Eriksson Ek (Greenway - Hartman) Parise (Bjugstad - Soucy) Fiala Greenway (Eriksson Ek - Foligno)                                                                                    | 4-1-0   | 8   | Kahkonen       | Xcel Energy Center | [ fdm 5 ]  |
| 6  | 24 janvier | Sharks         | Saint Paul  | 5-3      | Parise (Kaprizov) Bjugstad (Spurgeon - Suter) Fiala (Suter - Parise) | 4-2-0   | 8   | Kahkonen       | Xcel Energy Center | [ fdm 6 ]  |
| 7  | 26 janvier | Kings          | Saint Paul  | 2-1      | Eriksson Ek (Foligno - Greenway) | 4-3-0   | 8   | Kahkonen       | Xcel Energy Center | [ fdm 7 ]  |
| 8  | 28 janvier | Kings          | Saint Paul  | 3-5      | Johansson (Bonino - Soucy) Fiala Kaprizov (Johansson - Cole) Bjugstad (Brodin - Parise) Eriksson Ek (Brodin - Greenway)                                                              | 5-3-0   | 10  | Kahkonen       | Xcel Energy Center | [ fdm 8 ]  |
| 9  | 30 janvier | Avalanche      | Saint Paul  | 5-1      | Dumba (Brodin - Greenway) | 5-4-0   | 10  | Kahkonen       | Xcel Energy Center | [ fdm 9 ]  |
| 10 | 31 janvier | Avalanche      | Saint Paul  | 3-4 (P)  | Greenway (Eriksson Ek - Hartman) Rask (Spurgeon - Suter) Rask (Kaprizov) Brodin (Greenway - Eriksson Ek)                                                                             | 6-4-0   | 12  | Talbot         | Xcel Energy Center | [ fdm 10 ] |
| 11 | 02 février | Avalanche      | Denver      | 1-2      | Kaprizov (Parise - Mayhew) | 6-5-0   | 12  | Talbot         | Ball Arena         | [ fdm 11 ] |
| 12 | 16 février | Kings          | Los Angeles | 0-4      | | 6-6-0   | 12  | Kahkonen       | Staples Center     | [ fdm 12 ] |
| 13 | 18 février | Ducks          | Anaheim     | 3-1      | Hartman Fiala (Zuccarello) Foligno (Parise - Bonino) | 7-6-0   | 14  | Kahkonen       | Honda Center       | [ fdm 13 ] |
| 14 | 20 février | Ducks          | Anaheim     | 5-1      | Zuccarello (Kaprizov - Spurgeon) Fiala Fiala (Greenway - Dumba) Rask (Kaprizov - Zuccarello) Eriksson Ek (Hartman - Fiala)                                                           | 8-6-0   | 16  | Kahkonen       | Honda Center       | [ fdm 14 ] |
| 15 | 22 février | Sharks         | San José    | 6-2      | Zuccarello (Rask - Kaprizov) Kaprizov (Zuccarello - Soucy) Cole (Hartman - Foligno) Foligno (Hartman - Parise) Brodin (Zuccarello - Rask) Rask (Soucy - Zuccarello)                  | 9-6-0   | 18  | Kahkonen       | SAP Center         | [ fdm 15 ] |
| 16 | 24 février | Avalanche      | Denver      | 6-2      | Zuccarello (Kaprizov - Rask) Parise (Dumba - Foligno) Foligno (Hartman) Hartman (Kaprizov - Zuccarello) Sturm (Bjugstad - Bonino) Sturm                                              | 10-6-0  | 20  | Kahkonen       | Ball Arena         | [ fdm 16 ] |
| 17 | 26 février | Kings          | Saint Paul  | 1-3      | Kaprizov (Brodin - Zuccarello) Bjugstad (Suter - Spurgeon) Eriksson Ek (Greenway - Fiala)                                                                                            | 11-6-0  | 22  | Talbot         | Xcel Energy Center | [ fdm 17 ] |
| 18 | 27 février | Kings          | Saint Paul  | 3-4 (P)  | Eirksson Ek (Fiala - Greenway) Sturm (Bjugstad - Dumba) Kaprizov (Rask - Suter) Dumba (Zuccarello - Greenway)                                                                        | 12-6-0  | 24  | Kahkonen       | Xcel Energy Center | [ fdm 18 ] |
| 19 | 01 mars    | Golden Knights | Las Vegas   | 4-5 (P)  | Greenway Foligno (Brodin) Bonino (Sturm - Foligno) Foligno (Parise - Brodin) | 12-6-1  | 25  | Talbot         | T-Mobile Arena     | [ fdm 19 ] |
| 20 | 03 mars    | Golden Knights | Las Vegas   | 1-5      | Foligno (Cole - Soucy) | 12-7-1  | 25  | Talbot         | T-Mobile Arena     | [ fdm 20 ] |
| 21 | 05 mars    | Coyotes        | Glendale    | 5-1      | Zuccarello (Kaprizov) Hunt (Greenway - Foligno) Bjugstad (Kaprizov - Zuccarello) Greenway (Foligno - Brodin) Fiala                                                                   | 13-7-1  | 27  | Kahkonen       | Gila River Arena   | [ fdm 21 ] |
| 22 | 06 mars    | Coyotes        | Glendale    | 2-5      | Dumba (Bjugstad - Parise) Greenway | 13-8-1  | 27  | Talbot         | Gila River Arena   | [ fdm 22 ] |
| 23 | 08 mars    | Golden Knights | Saint Paul  | 0-2      | Fiala (Rask) Brodin (Eriksson Ek - Foligno | 14-8-1  | 29  | Kahkonen       | Xcel Energy Center | [ fdm 23 ] |
| 24 | 10 mars    | Golden Knights | Saint Paul  | 3-4      | Eriksson Ek Kaprizov (Zuccarello - Bjugstad) Eriksson Ek (Greenway - Foligno) Soucy (Sturm - Rau)                                                                                    | 15-8-1  | 31  | Kahkonen       | Xcel Energy Center | [ fdm 24 ] |
| 25 | 12 mars    | Coyotes        | Saint Paul  | 0-4      | Kaprizov (Zuccarello - Spurgeon) Kaprizov (Bjugstad - Dumba) Brodin (Zuccarello) Kaprizov (Zuccarello - Soucy)                                                                       | 16-8-1  | 33  | Talbot         | Xcel Energy Center | [ fdm 25 ] |
| 26 | 14 mars    | Coyotes        | Saint Paul  | 1-4      | Rask (Zuccarello - Kaprizov) Bonino (Fiala - Parise) Fiala (Dumba - Brodin) Eriksson Ek (Parise - Bjugstad)                                                                          | 17-8-1  | 35  | Talbot         | Xcel Energy Center | [ fdm 26 ] |
| 27 | 16 mars    | Coyotes        | Saint Paul  | 0-3      | Hartman (Greenway - Fiala) Zuccarello (Soucy - Kaprizov) Spurgeon (Suter - Bonino)                                                                                                   | 18-8-1  | 37  | Kahkonen       | Xcel Energy Center | [ fdm 27 ] |
| 28 | 18 mars    | Avalanche      | Denver      | 1-5      | Rask (Zuccarello) | 18-9-1  | 37  | Talbot         | Ball Arena         | [ fdm 28 ] |
| 29 | 20 mars    | Avalanche      | Denver      | 0-6      | | 18-10-1 | 37  | Kahkonen       | Ball Arena         | [ fdm 29 ] |
| 30 | 22 mars    | Ducks          | Saint Paul  | 1-2      | Suter (Hartman . Spurgeon) Bjugstad (Soucy - Sturm) | 19-10-1 | 39  | Talbot         | Xcel Energy Center | [ fdm 30 ] |
| 31 | 24 mars    | Ducks          | Saint Paul  | 2-3      | Spurgeon (Suter - Kaprizov) Spurgeon (Suter) Sturm (Bjugstad - Soucy) | 20-10-1 | 41  | Talbot         | Xcel Energy Center | [ fdm 31 ] |
| 32 | 25 mars    | Blues          | Saint Paul  | 0-2      | Johansson (Fiala - Brodin) Kaprizov (Zuccarello) | 21-10-1 | 43  | Talbot         | Xcel Energy Center | [ fdm 32 ] |
| 33 | 29 mars    | Sharks         | San José    | 3-4 (TF) | Johansson (Fiala - Hartman) · Bonino (Eriksson Ek - Greenway) · Fiala (Dumba - Johansson) · TF : Kaprizov - Fiala - Zuccarello - Johansson - Bjugstad - Rask - Eriksson Ek - Hartman | 21-10-2 | 44  | Talbot         | SAP Center         | [ fdm 33 ] |
| 34 | 31 mars    | Sharks         | San José    | 2-4      | Kaprizov (Soucy - Hartman) Zuccarello (Fiala - Spurgeon) | 21-11-2 | 44  | Kahkonen       | SAP Center         | [ fdm 34 ] |
| 35 | 01 avril   | Golden Knights | Las Vegas   | 3-2 (TF) | Kaprizov (Greenway - Brodin) · Spurgeon (Fiala - Kaprizov) · TF : Zuccarello - Fiala                                                                                                 | 22-11-2 | 46  | Talbot         | T-Mobile Arena     | [ fdm 35 ] |
| 36 | 03 avril   | Golden Knights | Las Vegas   | 2-1      | Kaprizov (Eriksson Ek - Fiala) Eriksson Ek (Greenway - Suter) | 23-11-2 | 48  | Talbot         | T-Mobile Arena     | [ fdm 36 ] |
| 37 | 05 avril   | Avalanche      | Saint Paul  | 5-4      | Hartman (Bjugstad - Johansson) Bjugstad (Hartman - Cole) Johansson (Suter - Hartman) Fiala (Spurgeon)                                                                                | 23-12-2 | 48  | Talbot         | Xcel Energy Center | [ fdm 37 ] |
| 38 | 07 avril   | Avalanche      | Saint Paul  | 3-8      | Kaprizov (Rask - Spurgeon) Johnson (Rau - Soucy) Fiala (Spurgeon - Rask) Hartman Kaprizov (Fiala - Spurgeon) Fiala (Bonino) Eriksson Ek (Parise - Greenway) Fiala (Kaprizov - Rask)  | 24-12-2 | 50  | Talbot         | Xcel Energy Center | [ fdm 38 ] |
| 39 | 09 avril   | Blues          | Saint-Louis | 1-9      | Parise (Soucy) | 24-13-2 | 50  | Kahkonen       | Enterprise Center  | [ fdm 39 ] |
| 40 | 10 avril   | Blues          | Saint-Louis | 2-3 (P)  | Sturm (Cramarossa) Dumba (Suter - Johansson) | 24-13-3 | 51  | Talbot         | Enterprise Center  | [ fdm 40 ] |
| 41 | 14 avril   | Coyotes        | Saint Paul  | 2-5      | Zuccarello (Johansson - Dumba) Parise (Bonino - Sturm) Bonino (Kaprizov - Fiala) Zuccarello (Johansson) Spurgeon (Parise - Bonino)                                                   | 25-13-3 | 53  | Talbot         | Xcel Energy Center | [ fdm 41 ] |
| 42 | 16 avril   | Sharks         | Saint Paul  | 2-3      | Bonino Zuccarello (Rask) Parise (Dumba - Bonino) | 26-13-3 | 55  | Talbot         | Xcel Energy Center | [ fdm 42 ] |
| 43 | 17 avril   | Sharks         | Saint Paul  | 2-5      | Zuccarello (Johansson - Hartman) Eriksson Ek (Greenway - Foligno) Parise (Brodin - Bonino) Kaprizov (Zuccarello) Sturm (Soucy)                                                       | 27-13-3 | 57  | Kahkonen       | Xcel Energy Center | [ fdm 43 ] |
| 44 | 19 avril   | Coyotes        | Glendale    | 5-2      | Kaprizov (Bonino - Fiala) Greenway (Foligno - Eriksson Ek) Johansson (Dumba - Suter) Fiala (Soucy - Cole) Brodin (Dumba - Bonino)                                                    | 28-13-3 | 59  | Talbot         | Gila River Arena   | [ fdm 44 ] |
| 45 | 21 avril   | Coyotes        | Glendale    | 4-1      | Fiala (Sturm - Cole) Foligno (Eriksson Ek - Greenway) Kaprizov (Zuccarello) Sturm | 29-13-3 | 61  | Talbot         | Gila River Arena   | [ fdm 45 ] |
| 46 | 23 avril   | Kings          | Los Angeles | 4-2      | Kaprizov (Spurgeon) Kaprizov (Rask - Fiala) Sturm (Bonino - Soucy) Eriksson Ek (Suter)                                                                                               | 30-13-3 | 63  | Talbot         | Staples Center     | [ fdm 46 ] |
| 47 | 24 avril   | Sharks         | San José    | 6-3      | Suter (Greenway) Foigno (Eriksson Ek) Spurgeon (Hartman - Zuccarello) Fiala (Johansson - Spurgeon) Karpizov (Fiala - Bonino) Bonino (Cole)                                           | 31-13-3 | 65  | Kahkonen       | SAP Center         | [ fdm 47 ] |
| 48 | 28 avril   | Blues          | Saint Paul  | 4-3      | Brodin (Foligno - Greenway) Eriksson Ek (Greenway) Foligno (Dumba) | 31-14-3 | 65  | Talbot         | Xcel Energy Center | [ fdm 48 ] |
| 49 | 29 avril   | Blues          | Saint Paul  | 5-4 (P)  | Eriksson Ek Fiala (Rask) Rask (Fiala - Soucy) Kaprizov (Fiala - Spurgeon) | 31-14-4 | 66  | Talbot         | Xcel Energy Center | [ fdm 49 ] |
| 50 | 01 mai     | Blues          | Saint Paul  | 3-4 (P)  | Zucarello (Kaprizov - Dumba) Sturm (Brodin) Brodin (Fiala - Spurgeon) Fiala (Zuccarello - Rask)                                                                                      | 32-14-4 | 68  | Kahkonen       | Xcel Energy Center | [ fdm 50 ] |
| 51 | 03 mai     | Golden Knights | Saint Paul  | 5-6      | Eriksson Ek (Spurgeon) Bonino (Dumba - Brodin) Bonino (Spurgeon - Kaprizov) Fiala (Bonino - Rask) Kaprizov (Fiala) Brodin (Foligno - Greenway)                                       | 33-14-4 | 70  | Talbot         | Xcel Energy Center | [ fdm 51 ] |
| 52 | 05 mai     | Golden Knights | Saint Paul  | 3-2 (P)  | Kaprizov (Zuccarello - Hartman) Kaprizov (Hartman) | 33-14-5 | 71  | Talbot         | Xcel Energy Center | [ fdm 52 ] |
| 53 | 07 mai     | Ducks          | Saint Paul  | 3-4 (P)  | Rask (Kaprizov - Zuccarello) Sturm (Bonino - Bjugstad) Eriksson Ek (Foligno) Kaprizov (Eriksson Ek - Spurgeon)                                                                       | 34-14-5 | 73  | Kahkonen       | Xcel Energy Center | [ fdm 53 ] |
| 54 | 08 mai     | Ducks          | Saint Paul  | 3-4 (P)  | Spurgeon (Kaprizov - Fiala) Hartman (Kaprizov - Zuccarello) Bonino (Sturm) Rask (Dumba - Zuccarello)                                                                                 | 35-14-5 | 75  | Talbot         | Xcel Energy Center | [ fdm 54 ] |
| 55 | 12 mai     | Blues          | Saint-Louis | 0-4      | | 35-15-5 | 75  | Talbot         | Enterprise Center  | [ fdm 55 ] |
| 56 | 13 mai     | Blues          | Saint-Louis | 3-7      | Sturm (Bonino - Bjugstad) Suter (Foligno) Foligno (Cole - Greenway) | 35-16-5 | 75  | Kahkonen       | Enterprise Center  | [ fdm 56 ] |

### Classement de l'équipe
L'équipe du Wild finit à la troisième place de la division Ouest Honda et ne se qualifient pour les Séries éliminatoires, L'Avalanche est sacré champion de la division. Au niveau de la Ligue nationale de hockey, cela les place à la vingt-deuxième place, les premiers étant l'Avalanche du Colorado avec huitante-deux points.
| Clt   | Équipe                  | PJ | V  | D  | DP | BP  | BC  | Pts |
| ----- | ----------------------- | -- | -- | -- | -- | --- | --- | --- |
| +001, | Avalanche du Colorado   | 56 | 39 | 13 | 4  | 197 | 133 | 82  |
| +002, | Golden Knights de Vegas | 56 | 40 | 14 | 2  | 191 | 124 | 82  |
| +003, | Wild du Minnesota       | 56 | 35 | 16 | 5  | 181 | 160 | 75  |
| +004, | Blues de Saint-Louis    | 56 | 27 | 20 | 9  | 169 | 170 | 63  |
| +005, | Coyotes de l'Arizona    | 56 | 24 | 26 | 6  | 153 | 176 | 54  |
| +006, | Kings de Los Angeles    | 56 | 21 | 28 | 7  | 143 | 170 | 49  |
| +007, | Sharks de San José      | 56 | 21 | 28 | 7  | 151 | 199 | 49  |
| +008, | Ducks d'Anaheim         | 56 | 17 | 30 | 9  | 126 | 179 | 43  |

- En gras : champion de la saison régulière
- En italique : qualifié pour les séries éliminatoires

Avec cent-huitante et un buts inscrits, le Wild possèdent la neuvième attaque de la ligue, les meilleures étant l'Avalanche du Colorado avec cent-nonante-sept buts et les moins performants étant les Ducks d'Anaheim avec cent-vingt-six buts. Au niveau défensif, le Wild accordent cent-soixante buts, soit une quinzième place pour la ligue, les Golden Knights de Vegas est l'équipe qui a concédé le moins de buts (cent-vingt-quatre) alors qu'au contraire, les Flyers de Philadelphie en accordent deux-cent-un buts.

### Meneurs de la saison
Kirill Kaprizov est le joueur du Wild qui a inscrit le plus de buts (vingt-sept), le classant à la 8e position au niveau de la ligue. Ce classement est remporté par Auston Matthews des Maple Leafs de Toronto avec quarante et une réalisations.
Le joueur comptabilisant le plus d'aides chez le Wild est Jordan Greenway avec vingt-six, ce qui le classe au 68e rang au niveau de la ligue. le meilleur étant Connor McDavid des Oilers d'Edmonton avec septante et une passes comptabilisées.
Kirill Kaprizov, obtenant un total de cinquante et un points est le joueur du Wild le mieux placé au classement par point, terminant à la 24e place au niveau de la ligue. Connor McDavid en comptabilise cent-quatre pour remporter ce classement.
Au niveau des défenseurs, Jared Spurgeon est le défenseur le plus prolifique de la saison avec un total de vingt-cinq points, terminant à la 37e place au niveau de la ligue. Tyson Barrie des Oilers d'Edmonton est le défenseur comptabilisant le plus de points avec un total de quarante-huit.
Concernant les Gardien, Cameron Talbot accorde huitante-six buts en mille-neuf-cent-soixante-deux minutes, pour un pourcentage d’arrêt de nonante et un, cinq et Kaapo Kahkonen accorde soixante-huit buts en mille-quatre-cent-quinze minutes, pour un pourcentage d'arrêt de nonante, deux.Jack Campbell est le gardien ayant accordé le moins de buts (quarante-trois) et Connor Hellebuyck le plus (cent-douze), Hellebuyck est également le gardien disputant le plus de minutes de jeu (deux-mille-six-cent-deux), Alexander Nedeljkovic est le gardien présentant le meilleur taux d’arrêts avec (nonante-trois, deux) et Carter Hart le pire (huitante-sept, sept.
À propos des recrues, Kirill Kaprizov est la recrue la plus prolifique du circuit avec un total de cinquante et un point.
Enfin, au niveau des pénalités, le Wild a totalisé quatre-cent-nonante-huit minutes de pénalité dont cinquante et une minutes pour Carson Soucy, ils sont la douzième équipe la plus pénalisée de la saison. Le joueur le plus pénalisé de la ligue est Tom Wilson des Capitals de Washington avec nonante-six minutes et l'équipe la plus pénalisée est le Lightning de Tampa Bay.

## Séries éliminatoires

### Déroulement des séries

#### Premier tour contre les Golden Knights
Les Golden Knights de Vegas ayant terminé à la deuxième place de la division Ouest, affrontent le troisième de ce classement, le Wild du Minnesota. Comme dans d'autres divisions, c'est la première fois que les deux équipes se rencontrent lors des séries éliminatoires, les joueurs de Vegas jouant les séries pour la cinquième fois en autant d'année depuis leur création en 2017. Ils finissent cette saison régulière avec autant de points que la meilleure formation de la LNH, l'Avalanche du Colorado, et ne doivent cette deuxième place qu'à une différence du nombre de victoires lors du temps réglementaire. Malgré tout, entre les deux équipes, ce sont les joueurs du Wild qui ont remporté le plus de victoires au cours de la saison régulière avec cinq victoires et trois défaites dont deux en prolongation. Les deux dernières rencontres entre les deux équipes se sont soldées par une victoire de chaque côté et avec un seul but de différence à chaque fois. Les joueurs de Vegas comptent offensivement sur Mark Stone, leur capitaine, douzième pointeur de la saison régulière ainsi que sur les gardiens Marc-André Fleury et Robin Lehner, récipiendaires du trophée William-M.-Jennings en tant que gardiens de l'équipe ayant accordé le moins de buts (124). Au sein de l'équipe du Minnesota, la menace principale s'appelle Kirill Kaprizov, jeune joueur russe de 24 ans, meilleur pointeur et buteur des recrues de la LNH avec 51 points dont 27 buts.
La première confrontation en série entre les deux équipes est jouée le 16 mai sur la glace des Golden Knights et ce sont les gardiens qui s'illustrent au cours de ce match : Fleury arrête 30 lancers et à l'autre bout de la patinoire, le gardien du Wild, Cameron Talbot fait face à 42 lancers. Après 60 minutes sans buts, il faut attendre la 3e minute des prolongations pour voir la victoire du Wild : à la suite d'un engagement remporté par les joueurs de Vegas, ces derniers ne parviennent pas à dégager le palet proprement, Joel Eriksson Ek en profite pour faire un lancer qui est dévidé par le patin d'Alec Martinez et passe entre les jambières de Fleury. Le deuxième match part sur les mêmes bases puisque les deux gardiens arrêtent tous les lancers qu'ils reçoivent lors des 20 premières minutes, dont 17 arrêts pour Fleury. Finalement, un peu après la moitié du temps réglementaire, Fleury laisse passer le premier but de la soirée mais 18 secondes plus tard, les joueurs de Vegas reviennent au score par l'intermédiaire de Jonathan Marchessault puis cinq minutes après Alex Tuch reçoit un palet de derrière les buts par Mattias Janmark et trompe pour la deuxième fois du match Talbot. Tuch inscrit un troisième but pour Vegas dans la dernière minute de jeu, une nouvelle fois en reprenant une passe de derrière les buts de Talbot. Vegas remporte le match 3-1 et revient à égalité dans la série.
Le troisième match de la série se joue sur la glace du Wild dans la Xcel Energy Center et les joueurs locaux marquent deux buts dans les 10 premières minutes du match alors que Talbot ne reçoit que 4 lancers de Vegas lors du premier tiers temps. Le capitaine des Golden Knights ouvre le compteur de son équipe à la 28e minute puis deux nouveaux buts sont marqués par les visiteurs avant la fin du tiers-temps. Ces derniers tirent au but à 22 reprises lors de cette période et ils ajoutent deux nouveaux buts dans les trois dernières minutes de jeu pour une victoire 5 à 2.
| 16 mai | Las Vegas | 0-1 (pr) (0-0, 0-0, 0-0, 0-1) | Minnesota | T-Mobile Arena 8 683 spectateurs |

| Feuille de match | Feuille de match | Feuille de match | Feuille de match                              | Feuille de match                                                       |
| ---------------- | ---------------- | ---------------- | --------------------------------------------- | ---------------------------------------------------------------------- |
|                  |                  | 0-1              | Eriksson Ek (Foligno, Greenway) — 63 min 20 s | Arbitrage : Frederick L'Ecuyer, Wes McCauley Bevan Mills, Jonny Murray |
| Fleury           | Gardiens         | Talbot           |                                               | Arbitrage : Frederick L'Ecuyer, Wes McCauley Bevan Mills, Jonny Murray |
| 4 min            | Pénalités        | 6 min            |                                               | Arbitrage : Frederick L'Ecuyer, Wes McCauley Bevan Mills, Jonny Murray |
| 42               | Tirs             | 30               |                                               | Arbitrage : Frederick L'Ecuyer, Wes McCauley Bevan Mills, Jonny Murray |

| 18 mai | Las Vegas | 3-1 (0-0, 2-1, 1-0) | Minnesota | T-Mobile Arena 8 683 spectateurs |

| Feuille de match | Feuille de match | Feuille de match | Feuille de match            | Feuille de match                                                              |
| ---------------- | --- | ---------------- | --------------------------- | ----------------------------------------------------------------------------- |
|                  | Marchessault (Smith, Karlsson) — 32 min 25 s Tuch (Janmark, Pietrangelo) — 37 min 19 s Tuch (Stephenson, Stone) — 59 min 7 s (SN) | 0-1 1-1 2-1 3-1  | Dumba (Brodin) — 32 min 7 s | Arbitrage : Francois StLaurent, Frederick L'Ecuyer Jonny Murray, Andrew Smith |
| Fleury           | Gardiens | Talbot           |                             | Arbitrage : Francois StLaurent, Frederick L'Ecuyer Jonny Murray, Andrew Smith |
| 4 min            | Pénalités | 6 min            |                             | Arbitrage : Francois StLaurent, Frederick L'Ecuyer Jonny Murray, Andrew Smith |
| 28               | Tirs | 35               |                             | Arbitrage : Francois StLaurent, Frederick L'Ecuyer Jonny Murray, Andrew Smith |

| 20 mai | Minnesota | 2-5 (2-0, 0-3, 0-2) | Las Vegas | Xcel Energy Center 4 500 spectateurs |

| Feuille de match | Feuille de match                                                          | Feuille de match            | Feuille de match | Feuille de match                                                          |
| ---------------- | ------------------------------------------------------------------------- | --------------------------- | --- | ------------------------------------------------------------------------- |
|                  | Hartman (Kaprizov) — 2 min 16 s Eriksson Ek (Foligno, Dumba) — 8 min 30 s | 1-0 2-0 2-1 2-2 2-3 2-4 2-5 | Stone (Stephenson, McNabb) — 28 min 39 s Brown (Holden, Carrier) — 35 min 19 s Smith (Holden, Karlsson) — 37 min 33 s Karlsson (Smith, Fleury) — 57 min 36 s Stone — 59 min 1 s (CV) | Arbitrage : Wes McCauley, Francois StLaurent Ryan Gibbons, Libor Suchanek |
| Talbot           | Gardiens                                                                  | Fleury                      | | Arbitrage : Wes McCauley, Francois StLaurent Ryan Gibbons, Libor Suchanek |
| 10 min           | Pénalités                                                                 | 4 min                       | | Arbitrage : Wes McCauley, Francois StLaurent Ryan Gibbons, Libor Suchanek |
| 16               | Tirs                                                                      | 40                          | | Arbitrage : Wes McCauley, Francois StLaurent Ryan Gibbons, Libor Suchanek |

| 22 mai | Minnesota | 0-4 (0-1, 0-2, 0-1) | Las Vegas | Xcel Energy Center 4 500 spectateurs |

| Feuille de match | Feuille de match | Feuille de match | Feuille de match | Feuille de match                                                   |
| ---------------- | ---------------- | ---------------- | --- | ------------------------------------------------------------------ |
|                  |                  | 0-1 0-2 0-3 0-4  | Roy (Kolesar) — 10 min 37 s Tuch (Stephenson, Whitecloud) — 29 min 8 s Stone — 33 min 41 s (IN) Roy (Janmark, Kolesar) — 58 min 32 s (CV) | Arbitrage : Dan O'Rourke, Kyle Rehman Libor Suchanek, Ryan Gibbons |
| Talbot           | Gardiens         | Fleury           | | Arbitrage : Dan O'Rourke, Kyle Rehman Libor Suchanek, Ryan Gibbons |
| 2 min            | Pénalités        | 6 min            | | Arbitrage : Dan O'Rourke, Kyle Rehman Libor Suchanek, Ryan Gibbons |
| 35               | Tirs             | 18               | | Arbitrage : Dan O'Rourke, Kyle Rehman Libor Suchanek, Ryan Gibbons |

| 24 mai | Las Vegas | 2-4 (1-3, 1-0, 0-1) | Minnesota | T-Mobile Arena 12 156 spectateurs |

| Feuille de match | Feuille de match                                                                     | Feuille de match        | Feuille de match | Feuille de match                                                     |
| ---------------- | ------------------------------------------------------------------------------------ | ----------------------- | --- | -------------------------------------------------------------------- |
|                  | Stone (Tuch, Holden) — 8 min 14 s Martinez (Pietrangelo, Janmark) — 29 min 43 s (SN) | 1-0 1-1 1-2 1-3 2-3 2-4 | Kaprizov (Zuccarello Aasen) — 9 min 6 s Parisé (Brodin, Dumba) — 11 min 57 s Greenway (Addison) — 16 min 34 s Sturm — 59 min 21 s (CV) | Arbitrage : Francis Charron, Jon McIsaac Michel Cormier, Tyson Baker |
| Fleury           | Gardiens                                                                             | Talbot                  | | Arbitrage : Francis Charron, Jon McIsaac Michel Cormier, Tyson Baker |
| 0 min            | Pénalités                                                                            | 4 min                   | | Arbitrage : Francis Charron, Jon McIsaac Michel Cormier, Tyson Baker |
| 40               | Tirs                                                                                 | 14                      | | Arbitrage : Francis Charron, Jon McIsaac Michel Cormier, Tyson Baker |

| 26 mai | Minnesota | 3-0 (0-0, 0-0, 3-0) | Las Vegas | Xcel Energy Center 4 500 spectateurs |

| Feuille de match | Feuille de match | Feuille de match | Feuille de match | Feuille de match                                                     |
| ---------------- | --- | ---------------- | ---------------- | -------------------------------------------------------------------- |
|                  | Hartman (Fiala, Parisé) — 44 min 21 s Fiala (Spurgeon, Zuccarello Aasen) — 49 min 35 s (SN) Bjugstad (Sturm, Spurgeon) — 55 min 17 s | 1-0 2-0 3-0      |                  | Arbitrage : Gord Dwyer, TJ Luxmore Michel Cormier, Brandon Gawryletz |
| Talbot           | Gardiens | Fleury           |                  | Arbitrage : Gord Dwyer, TJ Luxmore Michel Cormier, Brandon Gawryletz |
| 9 min            | Pénalités | 9 min            |                  | Arbitrage : Gord Dwyer, TJ Luxmore Michel Cormier, Brandon Gawryletz |
| 24               | Tirs | 23               |                  | Arbitrage : Gord Dwyer, TJ Luxmore Michel Cormier, Brandon Gawryletz |

| 28 mai | Las Vegas | 6-2 (1-1, 3-1, 2-0) | Minnesota | T-Mobile Arena 12 156 spectateurs |

| Feuille de match | Feuille de match | Feuille de match                | Feuille de match                                                                                   | Feuille de match                                                     |
| ---------------- | --- | ------------------------------- | -------------------------------------------------------------------------------------------------- | -------------------------------------------------------------------- |
|                  | Janmark (Roy, Holden) — 5 min 9 s Hague (Karlsson) — 22 min 5 s Pacioretty (Stephenson, Theodore) — 27 min 44 s Whitecloud (Theodore, Stephenson) — 33 min 38 s Janmark (Roy) — 52 min 36 s Janmark (Tuch, Pietrangelo) — 56 min 53 s (CV) | 1-0 1-1 2-1 2-2 3-2 4-2 5-2 6-2 | Parisé (Eriksson Ek, Suter) — 16 min 49 s Kaprizov (Zuccarello Aasen, Spurgeon) — 24 min 35 s (SN) | Arbitrage : Gord Dwyer, Wes McCauley Matt MacPherson, Michel Cormier |
| Fleury           | Gardiens | Talbot                          | | Arbitrage : Gord Dwyer, Wes McCauley Matt MacPherson, Michel Cormier |
| 10 min           | Pénalités | 8 min                           | | Arbitrage : Gord Dwyer, Wes McCauley Matt MacPherson, Michel Cormier |
| 34               | Tirs | 20                              | | Arbitrage : Gord Dwyer, Wes McCauley Matt MacPherson, Michel Cormier |

- Cet article est partiellement ou en totalité issu de l'article intitulé « Séries éliminatoires de la Coupe Stanley 2021 » (voir la liste des auteurs).

### Statistiques des joueurs
| No | Nationalité | Joueur         | PJ | V | D | Min | BC | BL | Moy  | %Arr | A | Pun |
| -- | ----------- | -------------- | -- | - | - | --- | -- | -- | ---- | ---- | - | --- |
| 33 | Canada      | Cameron Talbot | 7  | 3 | 4 | 417 | 17 | 2  | 2,45 | 92,3 | 0 | 0   |

| No | Nationalité | Joueur         | PJ | B | A | Pts | Pun |
| -- | ----------- | -------------- | -- | - | - | --- | --- |
| 20 | États-Unis  | Ryan Suter     | 7  | 0 | 1 | 1   | 0   |
| 21 | Canada      | Carson Soucy   | 4  | 0 | 0 | 0   | 2   |
| 24 | Canada      | Mathew Dumba   | 7  | 1 | 2 | 3   | 17  |
| 25 | Suède       | Jonas Brodin   | 7  | 0 | 3 | 3   | 2   |
| 28 | États-Unis  | Ian Cole       | 7  | 0 | 0 | 0   | 6   |
| 46 | Canada      | Jared Spurgeon | 7  | 0 | 3 | 3   | 0   |
| 59 | Canada      | Calen Addison  | 3  | 0 | 1 | 1   | 0   |

| No | Nationalité | Joueur           | Poste | PJ | B | A | Pts | Pun |
| -- | ----------- | ---------------- | ----- | -- | - | - | --- | --- |
| 7  | Allemagne   | Nico Sturm       | C     | 7  | 1 | 1 | 2   | 0   |
| 11 | États-Unis  | Zach Parisé      | AG    | 4  | 2 | 1 | 3   | 0   |
| 13 | États-Unis  | Nick Bonino      | C     | 7  | 0 | 0 | 0   | 0   |
| 14 | Suède       | Joel Eriksson Ek | C     | 7  | 2 | 1 | 3   | 2   |
| 17 | États-Unis  | Marcus Foligno   | AG    | 7  | 0 | 2 | 2   | 0   |
| 18 | États-Unis  | Jordan Greenway  | AG    | 7  | 1 | 2 | 3   | 2   |
| 22 | Suisse      | Kevin Fiala      | AG    | 7  | 1 | 1 | 2   | 2   |
| 27 | États-Unis  | Nick Bjugstad    | C     | 6  | 1 | 0 | 1   | 2   |
| 36 | Norvège     | Mats Zuccarello  | AD    | 7  | 0 | 3 | 3   | 2   |
| 37 | États-Unis  | Kyle Rau         | C     | 1  | 0 | 0 | 0   | 0   |
| 38 | États-Unis  | Ryan Hartman     | AD    | 7  | 2 | 0 | 2   | 2   |
| 49 | Suède       | Victor Rask      | C     | 7  | 0 | 0 | 0   | 0   |
| 90 | Suède       | Marcus Johansson | AG    | 3  | 0 | 0 | 0   | 0   |
| 97 | Russie      | Kirill Kaprizov  | AG    | 7  | 2 | 1 | 3   | 4   |